# Bruce Campbell
Bruce Lorne Campbell (Royal Oak, Michigan, 22 de juny de 1958) és un actor, director de cinema i escriptor estatunidenc. És mundialment famós per interpretar a Ash Williams, en la trilogia de terror, humor i fantasia The Evil Dead.
A més de Evil Dead, ha participat en cintes de gran èxit com Crimewave (1985), Maniac Cop (1988), Darkman (1990), Bubba Ho-Tep (2002) i Cars 2 (2011). També va tenir cameos en la trilogia de Spider-Man (2002-2007) del director Sam Raimi.
Campbell ha participat en sèries de televisió com Xena: Warrior Princess (1995-2001) i Hercules: The Legendary Journeys (1997-1999). En l'actualitat, Campbell protagonitza la sèrie Ash vs. Evil Dead, on va tornar a repetir al seu personatge de Ash Williams.

## Biografia

### Primers anys

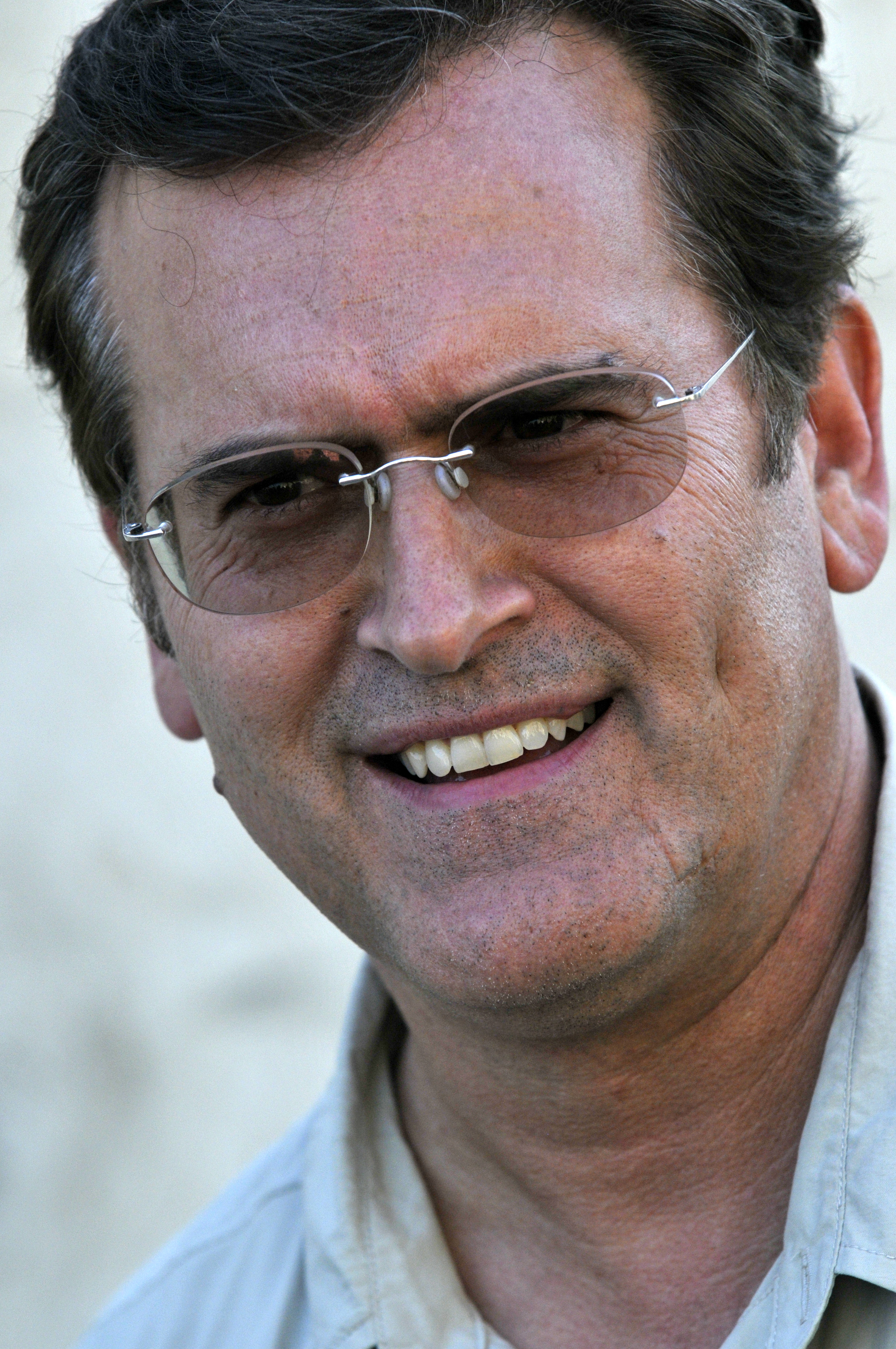
Bruce Campbell (2009).

Campbell va néixer a Royal Oak, Michigan. És fill de Joanne Louise Pickens, mestressa de casa, i Charles Newton Campbell, un actor i inspector de tanques publicitàries. Té un germà gran, Don, i un mig-germà gran, anomenat Michael. Actualment viu en una granja de Jacksonville, Oregon, al costat de la seva esposa, la dissenyadora Ida Gearon. Campbell posseeix ascendència escocesa. També és esquerrà.

### Començaments artístics
Campbell va començar a actuar quan era adolescent i va fer algunes pel·lícules al costat dels seus amics en format Super 8 mm. Després de conèixer a Sam Raimi a l'institut es van convertir en bons amics i van començar a fer pel·lícules junts. Campbell va estudiar a la Western Michigan University, mentre continuava treballant com a actor al mateix temps que va prendre una ocupació com taxista.
Un parell d'anys després i després de cinquanta petites pel·lícules, al costat de Raimi i alguns familiars, van treballar en la pel·lícula The Evil Dead. Campbell va ser el protagonista i va treballar després de les cambres, rebent el crèdit de coproductor executiu; Raimi va escriure, va dirigir i va editar. Quatre anys després la pel·lícula es va convertir en un objecte de culte a la Gran Bretanya, la qual cosa va portar a crear dues seqüeles: Evil Dead II (1987) i Army of Darkness (1992).

### Papers importants
El paper més important que ha tingut Campbell és el de Ashley J. "Ash" Williams per a la pel·lícula de Sam Raimi Evil Dead, l'actor ha aparegut també en altres pel·lícules de Raimi. Campbell sempre ha triat papers estrafolaris, com Elvis Presley en la pel·lícula Bubba Ho-Tep, i la majoria de les vegades apareix en pel·lícules que van directe a vídeo o televisió per cable. En 1988 va intervenir en la famosa pel·lícula de William Lustig, (protagonitzada per Tom Atkins i Robert Z'Dar); Maniac Cop, on interpretava a Forrest, un agent de policia infidel a la seva esposa i sospitós dels brutals crims d'un boig homicida. A més de Bubba Ho-Tep, Campbell va treballar en la pel·lícula del 2005 Sky High, i protagonitza la pròxima My Name is Bruce. També és el narrador de tots dos videojocs de Spider-Man basats en les pel·lícules i protagonista del videojoc Evil Dead: Regeneration.
Campbell anava a protagonitzar la pel·lícula Darkman (1990), però l'estudi va insistir en Liam Neeson, ja que no estaven segurs de les habilitats de Campbell per a interpretar al personatge, encara que si va tenir un petit paper al final de la cinta. Campbell va participar després de les càmeres, sent acreditat pel seu treball de veu, i apareix en l'última escena de la pel·lícula.
Va ser també una de les opcions per a protagonitzar la pel·lícula de The Phantom, basada en el popular personatge d'historieta, però el paper va ser donat a Billy Zane, qui estava interessat en el treball. El seu company a Hercules: The Legendary Journeys, Kevin Smith estava interessat a ser un dels tres enemics de Lee Falk.

### Cameos
Campbell ha tingut diversos cameos en pel·lícules, i és conegut per haver aparegut en diferents gèneres, gairebé sempre per a servir com a actor còmic. Ha fet cameos en les tres pel·lícules de Spider-Man. En la primera va fer d'un presentador de lluita lliure que bateja a "L'Aranya humana" com a "Home aranya". En la seqüela, va fer d'un porter, Dylan Reid, qui critica a Peter Parker per la seva aparença i no ho deixa entrar a l'obra de Mary Jane Watson. En la tercera fa de maître francès en el restaurant on Peter demanarà la mà de Mary-Jane. El personatge apareix en Amazing Spider-Man #515, dibuixat exactament com Campbell. En la quarta pel·lícula, la qual va ser cancel·lada es va tenir pensat a donar-li un paper més representatiu, més tard es va revelar que Campbell, suposadament anava a interpretar al vilà Mysterio, al circular per la internet uns dibuixos il·lustrats per Jeffrey Henderson.
També apareix com un cirurgià plàstic amb la cara desfigurada en la pel·lícula de John Carpenter Escape from L.A. (1997). Va fer un cameo també en la famosa pel·lícula de Frank Darabont, The Majestic, protagonitzada per Jim Carrey. Ha fet petits papers en pel·lícules de Joel i Ethan Coen, com Fargo, Intolerable Cruelty, The Hudsucker Proxy i The Ladykillers. En 2022 va tenir un cameo com a Pizza Poppa en la pel·lícula Doctor Strange in the Multiverse of Madness, també dirigida per Sam Raimi.
En el còmic de la Nova Trilogia, Star Wars: Unió, un dels imperials té la seva cara, juntament amb altres actors famosos que posen cara a diversos personatges.

### Estil i personalitat

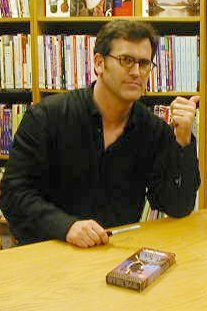
Campbell signant un VHS de la pel·lícula The Evil Dead.

Molta gent considera a Campbell com l'estrella més gran del cinema classe B de tots els temps. El seu estil d'actuació reflecteix un marcat humor, que elo fa interpretar personatges com Ash Williams, a qui Campbell es refereix com "un idiota com la resta de nosaltres". Aquest estil és parodiat a la pel·lícula The Majestic on Campbell apareix com Roland, un explorador intrèpid en la pel·lícula de classe B Pirates of the Sàhara, escrita pel personatge que interpreta Jim Carrey.
A través dels anys, Bruce ha adquirit un gran nombre d'admiradors i és l'actor favorit en convencions de cinema. Campbell té la reputació de ser un dels personatges més simpàtics en el mitjà, ja que ajuda a molta gent interessada en l'àrea, i dona consells sobre el cinema al seu lloc web.

### Televisió i videojocs
Fora de les pel·lícules, Campbell ha aparegut en diverses sèries de televisió. Va treballar a The Adventures of Brisco County, Jr., una comèdia western creada per Jeffrey Boam i Carlton Cuse (qui va escriure i va produir Lost d'ABC) que va durar una temporada i Jack of All Trades, sèrie situada en els primers dies de la independència estatunidenca.
És conegut també pel seu paper secundari Autolycus ("el rei dels lladres") en les sèries de fantasia Hercules: The Legendary Journeys i Xena: Warrior Princess. També ha dirigit un nombre d'episodis de Hèrcules i Xena, incloent-hi el final de la sèrie "Hèrcules". També ha tingut un paper dramàtic com un detectiu que busca venjança per la mort del seu pare en dos episodis de Homicide: Life on the Street.
També és conegut per la sèrie Burn Notice en la qual durant diverses temporades interpreta un dels papers principals, l'EX-SEAL Sam Axe. Irònicament, encara que en aquest temps es dedicava a treballs més dramàtics, Campbell no audicionó per a aquest paper. El productor de Homicide, Tom Fontana, era fanàtic de Campbell i li va preguntar si volia aparèixer en el programa. Campbell també va fer el paper d'un dimoni a l'episodi de The X-Files, titulat "Terms of Endearment".
Campbell ha treballat com a narrador en diversos videojocs. És la veu de Ash Williams en els tres últims jocs d'Evil Dead, a més participar en uns altres com Pitfall 3-D: Beyond the Jungle, Spider-Man: The Movie i Spider-Man 2. A més fa la veu del personatge Jake Logan al videojoc d'ordinador, Tachyon: The Fringe i la veu de Magnanimous a Megas XLR. Ha tingut diverses aparicions en altres programes de televisió, incloent Robot Chicken com ell mateix. Es troba com a personatge jugable del videojoc Dead by Daylight interpretant a Ashley J. Williams.
En el 2015 es va incloure a la saga de Videojocs de Call Of Duty en Call Of Duty: Advanced Warfare en el contingut descargable Exo Zombis com el personatge "Lennox" suplantant a "Oz" per John Malkovich.

### Escriptura

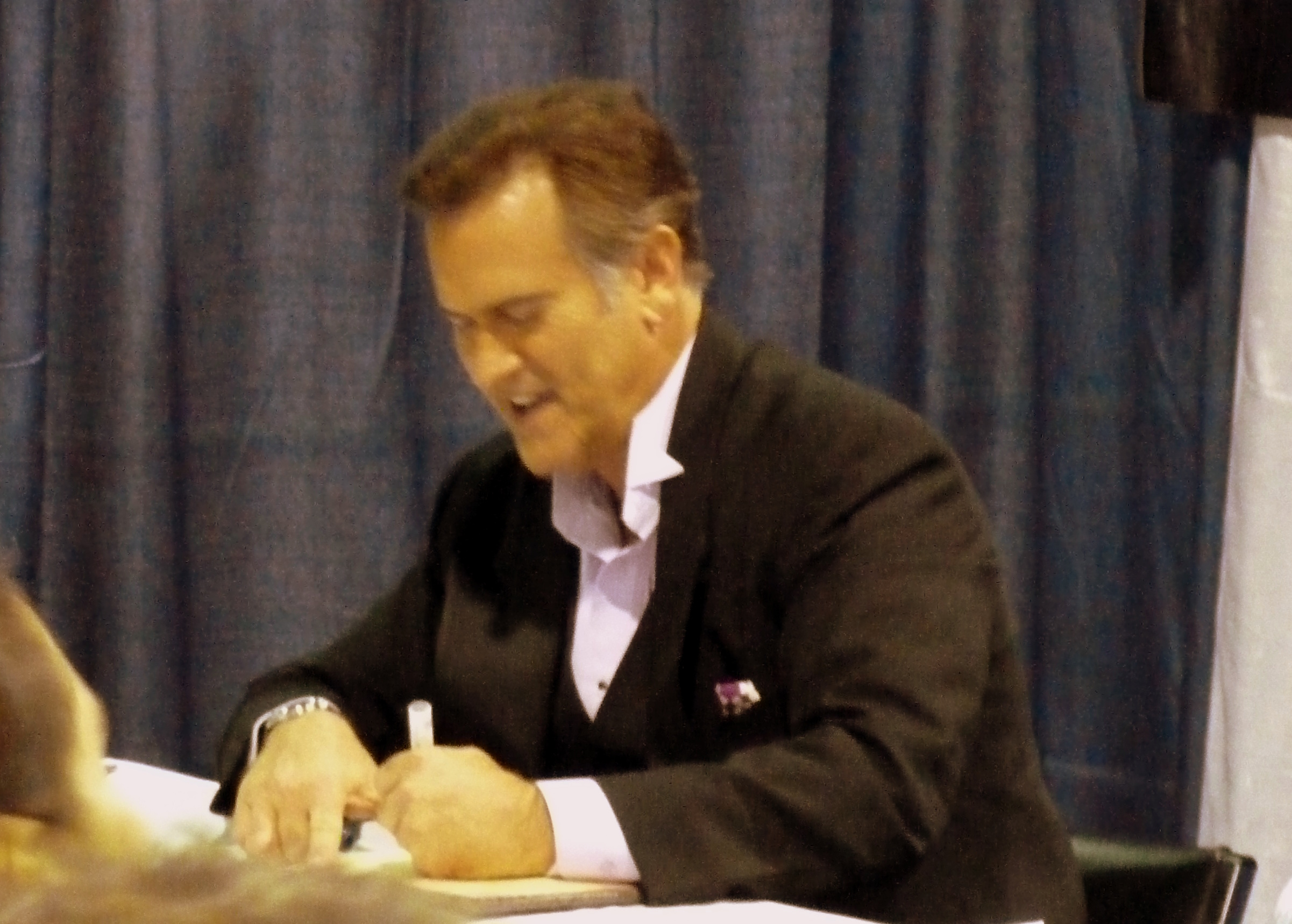
Bruce Campbell en una signatura d’autògrafs (2012).

A més d'actuar i ocasionalment dirigir, Campbell s'ha convertit en un escriptor actiu, fent una autobiografia, If Chins Could Kill: Confessions of a B Movie Actor, que explica la seva carrera com a actor en pel·lícules de baix pressupost. Una edició posterior inclou un capítol on agrega la reacció dels seus seguidors cap a aquest llibre.
Campbell també va escriure un llibre titulat Make Love! The Bruce Campbell Way, una novel·la còmica protagonitzada per ell mateix, qui intenta triomfar en les superproduccions del cinema. Posteriorment va gravar una versió actuada de Make Love amb la seva veu i la de companys actors, incloent-hi el seu col·laborador Ted Raimi. L'enregistrament consta de 6 discos amb 6 hores de material.
A més de les seves novel·les Campbell també va escriure una columna en la revista X-Ray Magazine el 2001, un número del còmic "The Hire", una adaptació de "Man With The Screaming Brain" al còmic i la introducció a "The Complete Guide To Low Budget Feature Film Making" de Josh Becker.

## Filmografia
| Any  | Títol                                                | Paper                        | Notes addicionals                                                       |
| ---- | ---------------------------------------------------- | ---------------------------- | ----------------------------------------------------------------------- |
| 1978 | Within the Woods                                     | Bruce                        |                                                                         |
| 1981 | Possessió infernal                                   | Ashley «Ash» J. Williams     | Coproductor                                                             |
| 1983 | Going Back                                           | Brice Chapman                |                                                                         |
| 1987 | Evil Dead II                                         | Ashley «Ash» J. Williams     | Coproductor                                                             |
| 1988 | Maniac Cop                                           | Jack Forrest                 |                                                                         |
| 1989 | Moontrap                                             | Ray Tanner                   |                                                                         |
| 1990 | Darkman                                              | Peyton                       | cameo al final de la pel·lícula, com l’última disfressa vista de Peyton |
| 1990 | Mindwarp                                             | Stover                       |                                                                         |
| 1991 | Sundown: The Vampire in Retreat                      | Robert Van Helsing           |                                                                         |
| 1992 | Waxwork II: Lost in Time                             | John Loftmore                |                                                                         |
| 1992 | Army of Darkness                                     | Ashley «Ash» J. Williams     | Coproductor                                                             |
| 1993 | The Adventures of Brisco County, Jr.                 | Brisco County Jr.            | Sèrie de televisió, 1 temporada                                         |
| 1994 | El gran salt                                         | Smitty, Argus Reporter       |                                                                         |
| 1995 | Congo                                                | Charles Travis               |                                                                         |
| 1996 | Menno's Mind                                         | Mick Dourif, Rebel Leader    |                                                                         |
| 1996 | Escape from L.A.                                     | cirurgià                     |                                                                         |
| 1997 | Running Time                                         | Carl                         |                                                                         |
| 1997 | McHale's Navy                                        | Virgil                       |                                                                         |
| 1997 | The Love Bug                                         | Hank Cooper                  | telefilm remake de la pel·lícula de 1968                                |
| 1998 | The Ice Rink                                         | Actor                        |                                                                         |
| 1998 | Goldrush: A Real Life Alaskan Adventure              | Pierce Thomas 'PT' Madison   | telefilm                                                                |
| 1999 | Icebreaker                                           | Carl Greig                   |                                                                         |
| 1999 | From Dusk Till Dawn 2: Texas Blood Money             | Barry                        |                                                                         |
| 2000 | Jack of All Trades                                   | Jack Stiles                  | Sèrie de televisió, 2 temporades                                        |
| 2001 | The Majestic                                         | Roland the Intrepid Explorer |                                                                         |
| 2002 | Timequest                                            | William Roberts              |                                                                         |
| 2002 | Bubba Ho-Tep                                         | Elvis Presley/Sebastian Haff |                                                                         |
| 2002 | Spider-Man                                           | Ring Announcer               |                                                                         |
| 2002 | Serving Sara                                         | Gordon Moore                 |                                                                         |
| 2004 | Spider-Man 2                                         | Snooty Usher                 |                                                                         |
| 2005 | Alien Apocalypse                                     | Dr. Ivan                     |                                                                         |
| 2005 | Man with the Screaming Brain                         | William Cole                 | Director i guionista                                                    |
| 2005 | Sky High                                             | Coach Boomer                 |                                                                         |
| 2006 | The Woods                                            | Joe Fasulo                   |                                                                         |
| 2006 | The Ant Bully                                        | Fugax                        | Veu                                                                     |
| 2007 | Aqua Teen Hunger Force Colon Movie Film for Theaters | Chicken Bittle               |                                                                         |
| 2007 | Spider-Man 3                                         | Maitre                       |                                                                         |
| 2007 | My Name is Bruce                                     | Bruce Campbell               | Director                                                                |
| 2009 | Cloudy with a Chance of Meatballs                    | Alcalde Shelbourne           | Veu                                                                     |
| 2009 | White on Rice                                        | Muramoto                     | Veu                                                                     |
| 2011 | Burn Notice: The Fall of Sam Axe                     | Sam Axe                      | telefilm                                                                |
| 2011 | Cars 2                                               | Rod Redline                  | Veu                                                                     |
| 2012 | Tar                                                  | Goody                        |                                                                         |
| 2013 | Oz the Great and Powerful                            | Winkie Guard                 | Cameo                                                                   |
| 2013 | Evil Dead                                            | Ash Williams                 | Cameo                                                                   |
| 2013 | 1600 Penn                                            | Doug                         | Sèrie de televisió, episodi "Skip the Tour"                             |
| 2014 | Psych                                                | Dr. Ashford N. Simpson       | Sèrie de televisió, episodi "A Nightmare on State Street"               |
| 2014 | The Librarians                                       | Santa Claus                  | Sèrie de televisió, episodi "And Santas Midnight Run"                   |
| 2015 | Welcome to Purgatory                                 | Man in Hawaiian Shirt        |                                                                         |
| 2015 | The Escort                                           | Charles Cooper               |                                                                         |
| 2015 | Ash vs. Evil Dead                                    | Ash Williams                 | Sèrie de televisió                                                      |
| 2015 | Fargo                                                | Ronald Reagan                | Sèrie de televisió                                                      |
| 2015 | Randy Cunningham: Ninja Total                        | The Creep                    | Sèrie de televisió                                                      |
| 2021 | Black Friday                                         | Jonathan                     |                                                                         |
| 2022 | Doctor Strange in the Multiverse of Madness          | Pizza Poppa                  |                                                                         |